# SMER – sociálna demokracia
SMER – sociálna demokracia (zkratka SMER-SD) je slovenská sociálně konzervativní, levicově populistická a sociálnědemokratická politická strana, která vznikla v roce 1999 odštěpením od postkomunistické Strany demokratickej ľavice. Strana se brzy stala dominantní levicovou politickou stranou na Slovensku, kde v letech 2006–2010 a 2012-2018 a znovu od roku 2023 zaujala pozici nejdůležitější vládní strany. Stranu od roku 1999 vede její zakladatel Robert Fico.
Strana se sice výrazně distancuje od komunismu, avšak zároveň si zachovává silný levicově nacionalistický ideologický základ jako protiklad proti západnímu sociálně liberálnímu progresivismu. Strana respektuje členství Slovenska v EU a NATO, fungování obou mezivládních organizací ale často ostře kritizuje. Strana je obviňována z rusofilství a protiromského sentimentu.

## Vedení strany
Nejvyšším orgánem strany je sněm, který svolává předsednictvo strany nejméně jednou za dva roky. Nejvyšším orgánem strany mezi sněmy je předsednictvo strany. Předsednictvo má nejvíce 32 členů, tvoří ho předseda strany, místopředseda, krajští předsedové, předseda klubu poslanců v Národní radě SR, generální manažer a další členové zvolení sněmem.[zdroj?]
Současní členové předsednictva jsou:
- Robert Fico, předseda
- Juraj Blanár, místopředseda
- Ladislav Kamenický, místopředseda
- Ľuboš Blaha, místopředseda
- Richard Takáč, místopředseda
- Erik Kaliňák, místopředseda
- Marián Saloň
- Robert Kaliňák
- Dušan Jarjabek podpredseda Klubu poslancov NR SR
- Viliam Zahorčák
- Daniel Karas
- Marián Kéry
- František Petro
- Jana Vaľová
- Igor Melicher
- Martin Glváč
- Augustín Hambálek
- Martin Nemky
- Jaroslav Baška
- Jozef Ježík
- Ján Kvorka
- Peter Šuca
- Igor Válek

Další významní členové strany:
Ján Richter, Jozef Valocký, Ľubomír Vážny, Anton Stredák, Dušan Galis, Vladimír Baláž, Stanislav Kubánek, Jozef Habánik, Maroš Kondrót, Boris Susko, Peter Šuca, Vladimir Faič, Ján Podmanický, Dušan Muňko, Monika Beňová, Katarína Roth Neveďalová, Robert Hajšel

## Historie

### Názvy
- SMER (od 8. listopadu 1999)
- SMER (tretia cesta) (od 4. června 2003)
- SMER – sociálna demokracia (od 19. ledna 2005)

### Založení strany
Stranu založil v prosinci 1999 její dnešní předseda Robert Fico, který byl původně členem Strany demokratické levice (SDĽ). Tato strana byla v době založení SMERu členem vládní koalice pod vedením Mikuláše Dzurindy. Robert Fico, ještě jako člen vládní SDĽ, začal proti této koalici vystupovat, konkrétně útočil na spolupráci se Stranou maďarské koalice (SMK), která byla vládní koalice rovněž součástí.[zdroj?]
Hned po svém založení začal SMER působit jako alternativa, jak vůči tehdejší Dzurindově vládní koalici, tak vůči opozici. Ještě v témže volebním období (1998–2002) přijala strana do svého názvu přívlastek „třetí cesta”. Podle tvrzení představitelů strany se tím definovala jako strana moderního progresivního středolevicového politického proudu typu britských Labouristů, nebo německé SPD.[zdroj?]
Preference strany postupně rostly a naopak preference SDĽ klesaly. V následujících volbách se vládní strana SDĽ do parlamentu nedostala, a k 1. lednu 2005 zanikla, když byla pohlcena právě SMERem. V těchto volbách se SMER stal se ziskem 13,6% voličských hlasů třetí nejsilnější politickou stranou na Slovensku, za Mečiarovou ĽS-HZDS a Dzurindovou SDKÚ-DS. Strana tak v Národní radě obsadila 25 poslaneckých křesel. Naproti tomu, průzkumy veřejného mínění dlouhodobě předpovídaly pro stranu lepší výsledek. SMERu se po volbách do vlády dostat nepodařilo, tu nakonec vytvořil opětovně Mikuláš Dzurinda z SDKÚ-DS (druhá vláda Mikuláše Dzurindy) a SMER zůstal v opozici. Během celého volebního období soupeřil SMER s ĽS-HZDS o vedoucí postavení v opozici. V průzkumech veřejného mínění následně SMER dosud dlouhodobě nejpopulárnější stranu ĽS-HZDS předstihl.[zdroj?]

### Integrace levicových stran
V roce 2004 se Robertu Ficovi podařilo uskutečnit projekt sjednocení levicových stran. Tři levicové strany s dlouhodobě zanedbatelnými volebními preferencemi Strana demokratické levice (SDĽ), Sociálnědemokratická alternativa (SDA) a Sociálnědemokratická strana Slovenska (SDSS) se tak dohodly na společné integrací se SMERem.[zdroj?]
Integraci schválily sněmy jednotlivých stran na podzim roku 2004 a od 1. ledna 2005 strany SDĽ, SDA a SDSS zanikly. SMER si následně změnil název na současný „SMER – sociálna demokracia” (česky „SMĚR – sociální demokracie”). Významný politický zisk pro SMER z této integrace byl zisku nových voličů a získání značky sociální demokracie. Strana se následně stala členem Strany evropských socialistů (PES) a získala mezinárodního zakotvení v Socialistické internacionále.[zdroj?]

### Kritika
Dne 4. července 2006 socialistická frakce Strana evropských socialistů (PES) v Evropském parlamentu odhlasovala návrh pozastavit členství straně SMER – sociálna demokracia v důsledku její povolební spolupráce s nacionalistickou Slovenskou národnou stranou, což se, podle vyjádření P. N. Rasmussena a M. Schulze, předsedů Strany evropských socialistů „neslučuje se sociálně-demokratickými hodnotami včetně respektování práv menšin a demokracie“.

## Volební období

### 2002–2006
Po volbách v září 2002 se SMER se ziskem 13,6 % voličských hlasů stal třetí nejsilnější politickou stranou na Slovensku za HZDS a SDKÚ a obsadil tak 25 poslaneckých křesel v NR SR. Tento výsledek lze pro stranu, která se poprvé zúčastnila ve volbách, považovat za velký úspěch. Vedení SMERu však nebylo plně spokojené, jelikož průzkumy veřejného mínění dlouhodobě předpovídaly pro stranu daleko lepší výsledek. Straně se po volbách nepodařilo dostat do vlády, a tak zůstala v opozici a vlastně po celé volební období soupeřila s HZDS o vedoucí postavení v opozici. V soupeření o slovenského opozičního voliče slavila úspěch. V průzkumech veřejného míněni předstihla do té doby dlouhodobě nejpopulárnější stranu HZDS a od roku 2004 si udržovala stabilní první místo s preferencemi těsně pod 30 %, zatímco preference druhé strany v pořadí, HZDS, byly okolo 15 %.[zdroj?]

#### Poslanecký klub SMERu v NR SR
Poslanci SMER-SD zvolení ve volbách v roce 2002: Edita Angyalová, Jaroslav Baška, Monika Beňová, Juraj Blanár, Jozef Buček, Jozef Burian, Dušan Čaplovič, Miroslav Číž, Igor Federič, Robert Fico, Darina Gabániová, Bohumil Hanzel, Miroslav Chovanec, Robert Kaliňák, Maroš Kondrót, Jana Laššáková, Róbert Madej, Dušan Muňko, Milan Murgaš, Pavol Paška, Igor Šulaj, Ivan Varga, Ľubomír Vážny, Boris Zala, Renáta Zmajkovičová[zdroj?]
Místo Moniky Beňové, která byla zvolena za poslankyni Evropského parlamentu, se v roce 2004 stal poslancem náhradník Peter Oremus. Po jeho úmrtí v roce 2006 jej nahradil Marián Záhumenský.[zdroj?]
V březnu 2005 posilnil poslanecký klub SMER-SD Dušan Jarjabek, bývalý člen ĽS-HZDS a Vojtech Tkáč, bývalý člen ĽS-HZDS a Ľudové únie. Poslanecký klub SMER-SD se tak stal nejsilnějším poslaneckým klubem v parlamentu a jediným, kterému se počet členů během volebního období zvýšil.[zdroj?]

### 2006–2010
Po parlamentních volbách, v kterých strana SMER-SD s výrazným odstupem od ostatních stran zvítězila, postavila vládní koalici s SNS a ĽS-HZDS s Robertem Ficem jako premiérem.[zdroj?]

### 2010–2012
Ve volbách v červnu 2010 zvítězila strana SMER-SD se ziskem 34,79 %. Prezident Ivan Gašparovič pověřil sestavením vlády Roberta Fica, jelikož však nebyl schopen koaliční vládu sestavit, druhý pokus byl prezidentem udělen již volební lídryni SDKÚ-DS Ivetě Radičové, jejíž strana skončila ve volbách druhá se ziskem 15,42 %.
I když si SMER-SD oproti minulým volbám polepšila o necelých 6 % a získala více než dvojnásobný počet hlasů než v pořadí druhá SDKÚ-DS, odešla do opozice. Opakovala se tak situace, která již na Slovensku nastala po volbách 1998 a 2002, kdy zvítězila HZDS, avšak její předseda Vladimír Mečiar nebyl schopen vládu sestavit. Pověřen tak byl vždy předseda druhé nejsilnější strany.[zdroj?]

### 2012–2016
Po předčasných parlamentních volbách, ve kterých strana SMER-SD zvítězila ještě s výraznějším odstupem od ostatních stran než ve volbách minulých, sestavila vládu opět v čele s Robertem Ficem. V této vládě zasedli pouze členové SMER-SD a nestraníci za tuto stranu nominovaní.[zdroj?]

### 2016–2020
Volby do NR SR 2016 vyhrál s přehledem SMER-SD, i když se ztrátou 16 procent. Předseda Fico sestavil vládu se stranami SNS, Most-Híd a #SIEŤ, poslední jmenovaná z vlády brzy vystoupila. SMER-SD se povedlo opět ovládnout silové resorty a udržoval si preferenční zisky okolo 25%. Zlom přinesla až vražda novináře Kuciaka, kvůli které podal Fico demisi. Na jeho místo nastoupil Peter Pellegrini a vláda byla s mírnými změnami obnovena na původním půdorysu. V této době se ve straně začíná projevovat rozkol mezi proevropštější částí strany, v čele s Peterem Pellegrinim, a národoveckou, konzervativní a euroskeptickou, v čele s předsedou Ficem a místopředsedou Ľubošem Blahou.

### 2020–2023
Volby na začátku roku 2020 SMER-SD prohrál, poprvé od roku 2002, se ziskem 18 procent. Vítězné OĽaNO mělo 25%. Ačkoliv se to může zdát jako slabý výsledek, byl nad očekávání. Preference věštily SMER-SD výsledek mezi 15-10%. Po volbách ve straně došlo k rozkolu, který vedl až k odchodu Pellegriniho a jeho křídla ze strany – Pellegriniho křídlo založilo stranu HLAS-SD. Následně bylo zvoleno vedení, s Ficem v čele, které nasazovalo národoveckou, protiatlantickou, protivakcinační a konzervativní rétoriku. SMER-SD se dařilo zvyšovat své preference. Z původních 8 % je před volbami v roce 2023 na cca 20 %. Strana se vymezuje vůči USA, EU a vakcinaci. Ve válce na Ukrajině stála na straně Ruska. Denník N  SMER-SD v tomto období charakterizoval jako pravicovou až krajně pravicovou stranu.

### 2023–2027
V parlamentních volbách v roce 2023 strana získala 22,94 % hlasů a skončila první. Po volbách vznikla čtvrtá vláda Roberta Fica, ve které SMER-SD získal kromě postu premiéra také šest ministerstev. Později strana získala také sedmý ministerský post od SNS a osmý od HLASu-SD.
V prezidentských volbách v roce 2024 strana podporovala zvoleného prezidenta Petera Pellegriniho.

## Kritika

### Korupce
Strana je spojována na Slovensku s mnoha korupčními kauzami. Během 12 let kterých vládla bylo médii odhaleno více než 30 údajných korupčních kauz při nichž Slovensko v součtu mělo přijít až o 7 miliard eur (okolo 189 miliard Kč).[zdroj?]
Samotná strana však to, že má množství korupčních skandálů razantně odmítá. Její předseda Robert Fico obvykle při otázkách o konkrétních korupčních kauzách poukazuje na kauzy svých soupeřů. Nejednou se také stalo, že Fico slovně napadl médium či samotného novináře který se tuto otázku zeptal. Někteří čelní představitelé strany korupční kauzy zejména v posledních letech připouštěli s tím, že je to minulost a udělali i chyby, také však odmítají že by byla korupce ve státě velká.[zdroj?]

## Volební výsledky
Volební výsledky z voleb do Národní rady SR a Evropského parlamentu, kterých se zúčastnila strana SMER, respektive SMER-SD.[zdroj?]

### Parlamentní volby
| Volby | Počet hlasů | Hlasy v % | Změna   | Mandátů | Změna | Postavení                      |
| ----- | ----------- | --------- | ------- | ------- | ----- | ------------------------------ |
| 2002  | 387 100     | 13,46     | –       | 25/150  | –     | Opozice                        |
| 2006  | 671 185     | 29,14     | ▲ 15,68 | 50/150  | ▲25   | Koalice (SNS, ĽS-HZDS)         |
| 2010  | 880 111     | 34,79     | ▲ 5,65  | 62/150  | ▲12   | Opozice                        |
| 2012  | 1 134 180   | 44,41     | ▲ 9,62  | 83/150  | ▲ 21  | Jednobarevná vláda             |
| 2016  | 737 481     | 28,28     | ▼ 16,13 | 49/150  | ▼ 34  | Koalice (SNS, Most-Híd, #SIEŤ) |
| 2016  | 737 481     | 28,28     | ▼ 16,13 | 49/150  | ▼ 34  | Koalice (SNS, Most-Híd)        |
| 2020  | 527 172     | 18,29     | ▼ 9,99  | 38/150  | ▼ 11  | Opozice                        |
| 2023  | 681 017     | 22,94     | ▲ 4,65  | 42/150  | ▲ 4   | Koalice (HLAS-SD, SNS)         |

### Evropské volby
| volby | počet hlasů | hlasy v % | počet mandátů | poznámky            |
| ----- | ----------- | --------- | ------------- | ------------------- |
| 2004  | 264 722     | 16,89     | 3/14          | účast ve frakci PES |
| 2009  | 264 722     | 32,01     | 5/13          | účast ve frakci S&D |
| 2014  | 264 722     | 24,09     | 4/13          | účast ve frakci S&D |
| 2019  | 154 996     | 15,72     | 3/14          | účast ve frakci S&D |

## Volební preference
Volební preference strany v procentech, tučně vyznačené preference znamenají překročení hranice 5 % potřebné pro vstup do parlamentu. V období do března 2009 pocházejí preference z průzkumů Štatistického úradu SR (od července 2006 do dubna 2007 se zkoumaly sympatie k politické straně), od dubna 2009 podle agentury Focus s následujícími výjimkami: červenec, srpen a listopad 2010, leden, duben a srpen 2011, červen a říjen 2012, červen až říjen 2013 dle agentury Median SK; rok 2015 dle agentur Polis a Focus.[zdroj?]
| ↓Rok / Měsíc→ | I      | II     | III    | IV     | V      | VI     | VII    | VIII   | IX     | X      | XI     | XII    |
| ------------- | ------ | ------ | ------ | ------ | ------ | ------ | ------ | ------ | ------ | ------ | ------ | ------ |
| 2004          | —      | —      | —      | —      | —      | —      | 28,0 % | 28,6 % | 27,7 % | 28,1 % | 26,6 % | 28,2 % |
| 2005          | 31,6 % | 30,1 % | 29,7 % | 30,2 % | 30,3 % | 29,2 % | 30,3 % | 31,7 % | 35,4 % | 32,8 % | 32,1 % | 32,5 % |
| 2006          | 36,8 % | 33,5 % | 34,5 % | 32,4 % | 32,0 % | 28,5 % | 35,6 % | 41,5 % | 39,8 % | 43,7 % | 41,9 % | 42,4 % |
| 2007          | 47,7 % | 46,7 % | 45,3 % | 42,9 % | 41,6 % | 40,7 % | 43,0 % | 42,8 % | 39,1 % | 40,9 % | 42,1 % | 45,2   |
| 2008          | 43,9 % | 45,4 % | 42,8 % | 40,5 % | 42,9 % | 46,7 % | 48,5 % | 44,9 % | 46,5 % | 44,8 % | 46,3 % | 48,0   |
| 2009          | 48,5 % | 46,0 % | 43,7 % | 45,7 % | 41,6 % | 40,4 % | 44,9 % | 38,5 % | 35,3 % | 37,4 % | 35,9 % | 37,9 % |
| 2010          | 41,4 % | 38,6 % | 38,4 % | 36,8 % | 35,3 % | 29,5 % | 42,0 % | 40,7 % | 39,7 % | 40,0 % | 39,5 % | 40,4 % |
| 2011          | 39,7 % | 43,2 % | 44,8 % | 43,2 % | 47,1 % | 46,3 % | 41,7 % | 46,2 % | 43,1 % | 44,4 % | 45,2 % | 43,9 % |
| 2012          | 41,8 % | 37,3 % | 39,7 % | 51,0 % | 46,3 % | 42,3 % | 48,8 % | 41,4 % | 42,0 % | 45,9 % | 37,8 % | 37,0 % |
| 2013          | 36,9 % | 34,6 % | 36,8 % | 39,0 % | 40,8 % | —      | —      | —      | 36,2 % | 35,5 % | —      | 42,8 % |
| 2014          | —      | 38,1 % | —      | —      | 34,6 % | 32,2 % | 36,8 % | 37,8 % | 33,6 % | 35,4 % | 34,0 % | 34,2 % |
| 2015          | 37,4 % | 35,5 % | 37,7 % | 37,4 % | 33,2 % | 35,3 % | 35,0 % | 34,6 % | 37,7 % | 39,1 % | 39,0 % | 38,4 % |
| 2016          | 36,3 % | 34,6 % | 27,5 % | 28,8 % | 28,7 % | 26,4 % | —      | 27,0 % | 27,7 % | —      | 26,9 % | 23,3 % |
| 2017          | 27,9 % | 25,5 % | —      | 26,6 % | —      | 26,2 % | 26,4 % |        |        |        |        |        |